# بوسان (سوريا)
قرية بوسان هي قرية سوريا، تقع في محافظة السويداء، وهي موقع سياحي عالمي، تتواجد بالقرية آثار رومانية وتاريخية، مناخها معتدل صيفاً وشديد البرودة شتاء.

## موقع
تقع القرية على كتلة بركانية عالية، تمتد حتى منطقة ظهر الجبل، وتبعد عن مدينة السويداء 20 كيلومتر، وترتفع عن سطح البحر 1500 مترا.

## معالم
تتواجد بالقرية آثار رومانية، تؤكد حضارة هذه القرية وقدم تاريخها، كما تشتهر بحقول بساتين التفاح.
تتميز القرية بنسيجها المعماري الحجري، وأبنيتها القديمة المبنية من الحجر البازلتي، والمسقوفة بربد محمولة على أقواس وقناطر بازلتية إضافة إلى انتشار الكتابات العربية والنقوش التي ترجع إلى الفترة الأيوبية والمملوكية.
تتنوع قرية بوسان بآثارها ومن أبرزها أبراج أثرية تعود إلى العصر الروماني، وبرج بوسان الأثري الذي يعود إلى الفترة البيزنطية، وبيوت أثرية مهمة من الناحية المعمارية، بقى منها آثار لقصرين أحدهما؛ (قصر النبي أيوب الذي يعد أحد أهم المعالم الأثرية في بوسان والذي يتألف من عدة طوابق وأبراج مبنية من الحجر البازلتي ومسقوفة بربد محمولة على أقواس).

### معبد بوسان
معبد بوسان هو معبد أثري يقع في قرية بوسان الواقعة على السفح الشرقي لجبل العرب في محافظة السويداء بسوريا. يُعتبر معبد بوسان واحدًا من المعالم الأثرية الهامة في هذه المنطقة التي شهدت تواجدًا حضاريًا طويلًا يمتد من الفترة النبطية وصولاً إلى االرومانية والبيزنطية و العهود الاسلامية.